# Boloria hela
Boloria hela är en fjärilsart som beskrevs av Otto Staudinger 1861. Boloria hela ingår i släktet Boloria och familjen praktfjärilar. Inga underarter finns listade i Catalogue of Life.